# 小行星16062
小行星16062（16062 Buncher）是一颗绕太阳运转的小行星，为主小行星带小行星。该小行星于1999年7月14日发现。

## 轨道参数
小行星16062的轨道半长轴为2.2972990 UA，离心率为0.057。